# Jaroslav Kovář starší

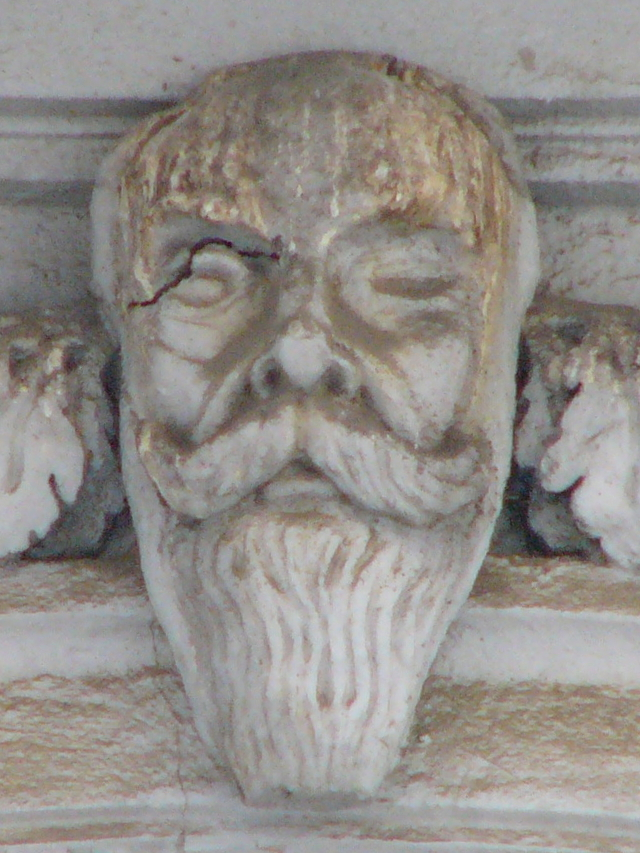
Jaroslav Kovář starší – vyobrazení na fasádě budovy Muzea moderního umění v Olomouci. Tuto fasádu projektoval.

Jaroslav Kovář starší (1. března 1883 Dukovany – 24. května 1961 Olomouc) byl český architekt. Jeho tvorba je inspirována množstvím architektonických stylů začátku 20. století, od neobaroka přes secesi a kubismus, až po monumentalismus. Většina jeho staveb se nachází v Olomouci.

## Život

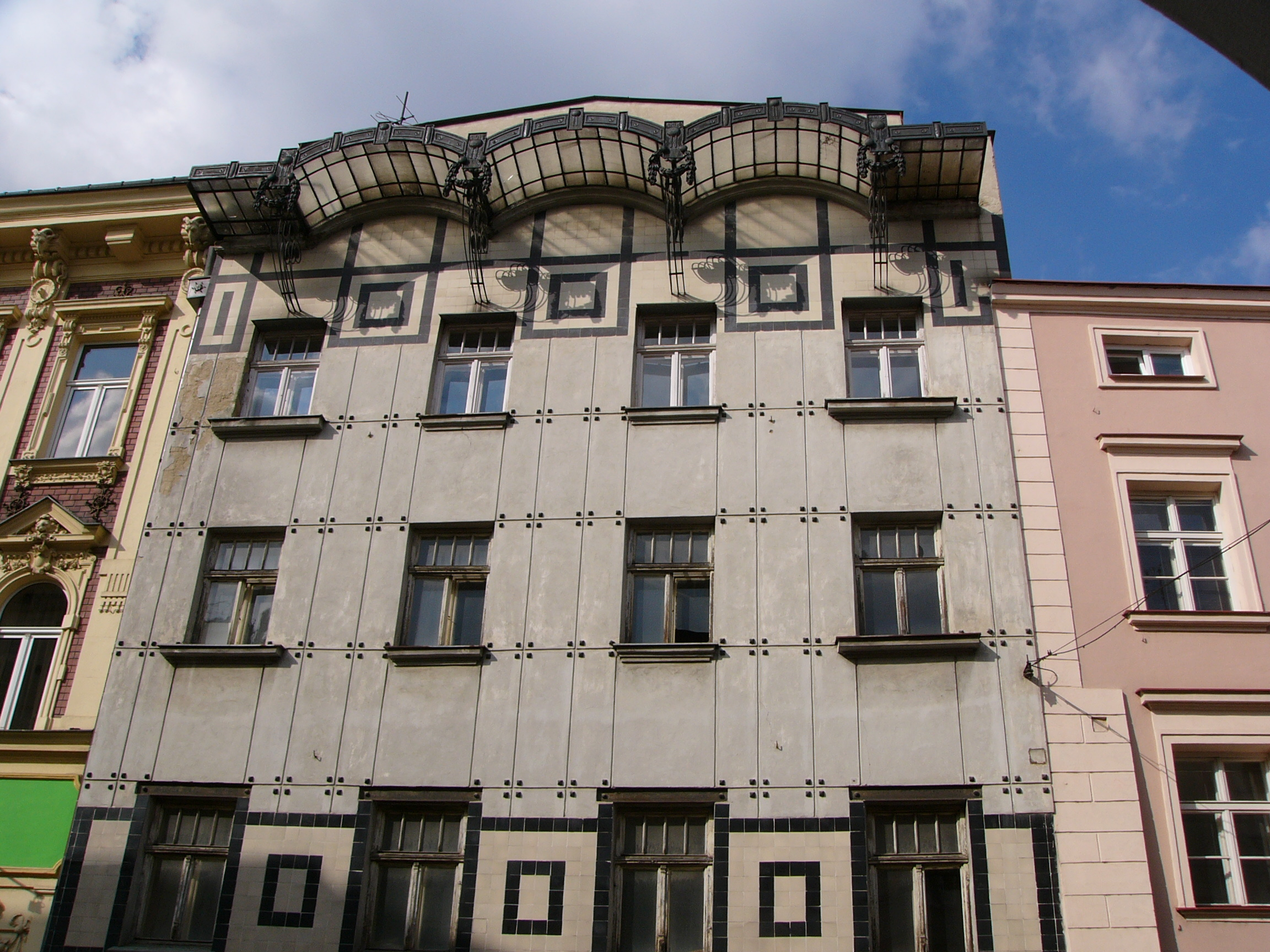
Secesní dům manželů Smékalových v Riegrově ulici v Olomouci

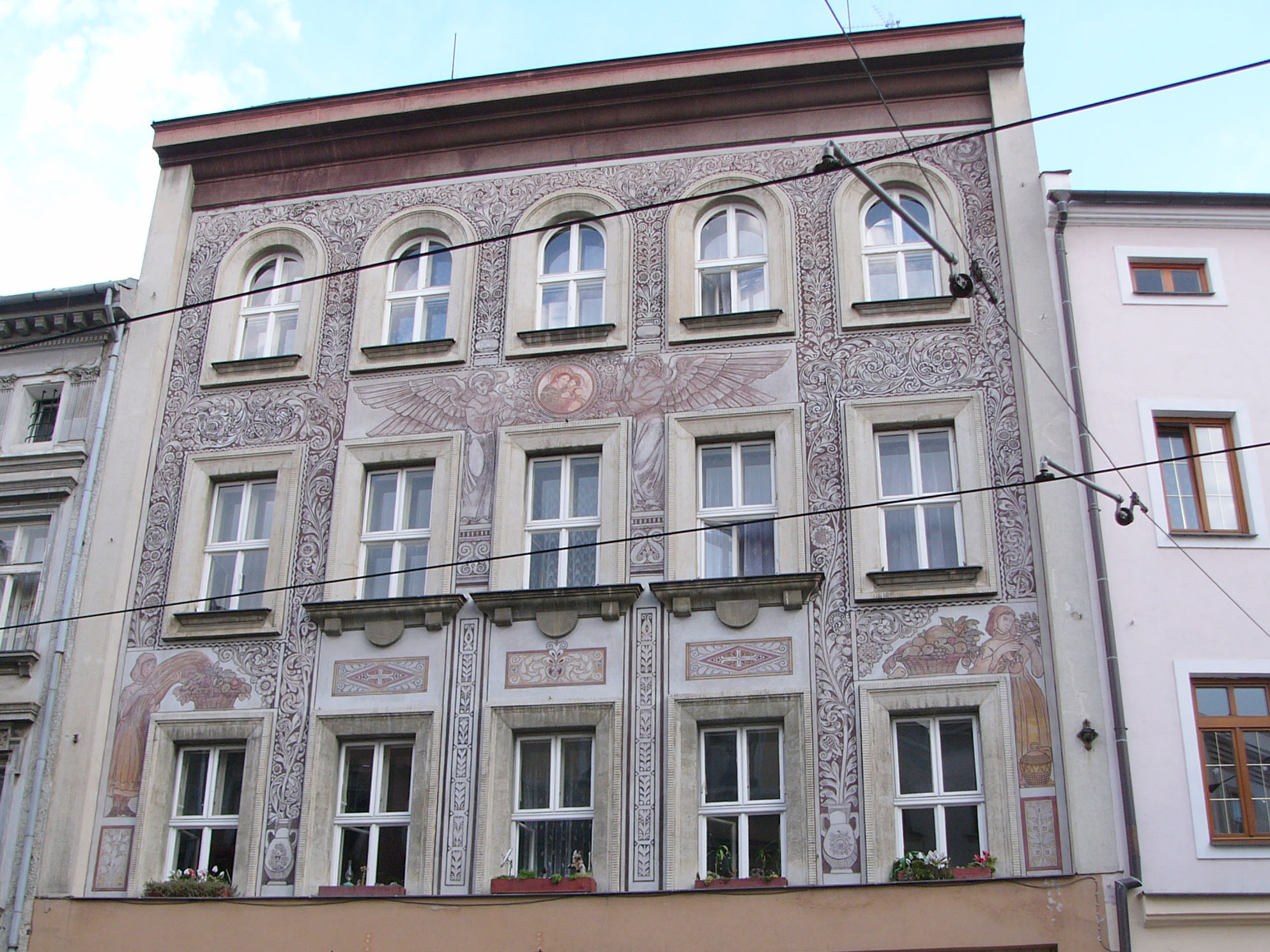
Rondokubistická budova bývalé Moravskoslezské banky s freskami a sgrafity od Jano Köhlera v Olomouci

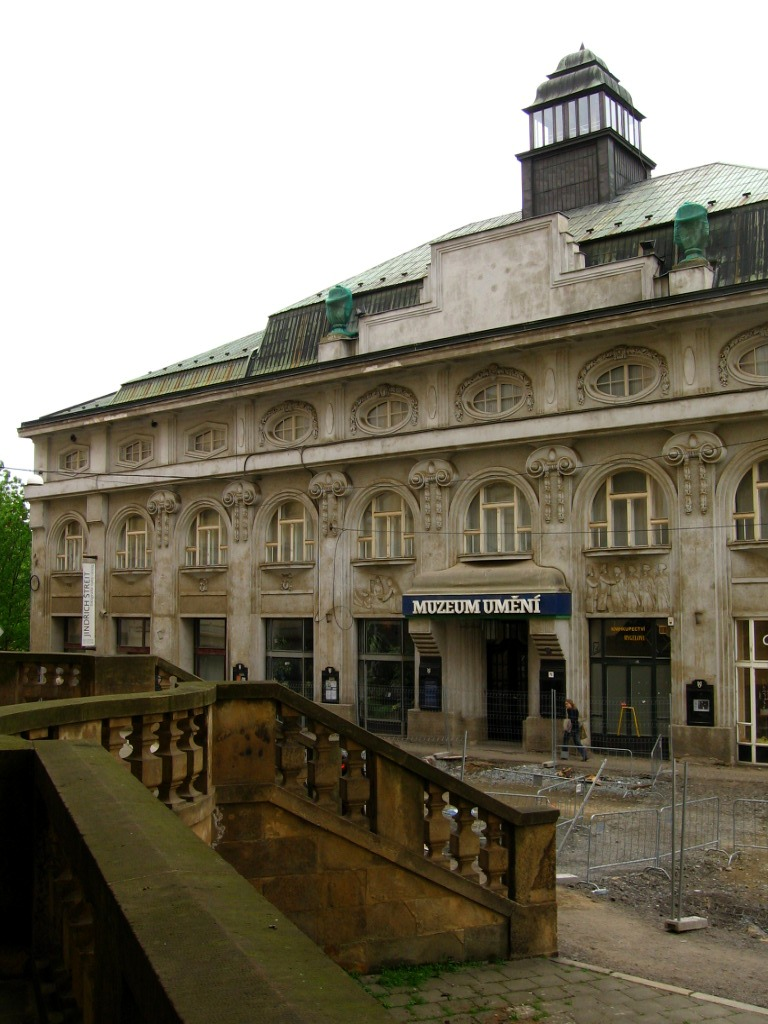
Budova Muzea moderního umění v Denisově ulici v Olomouci

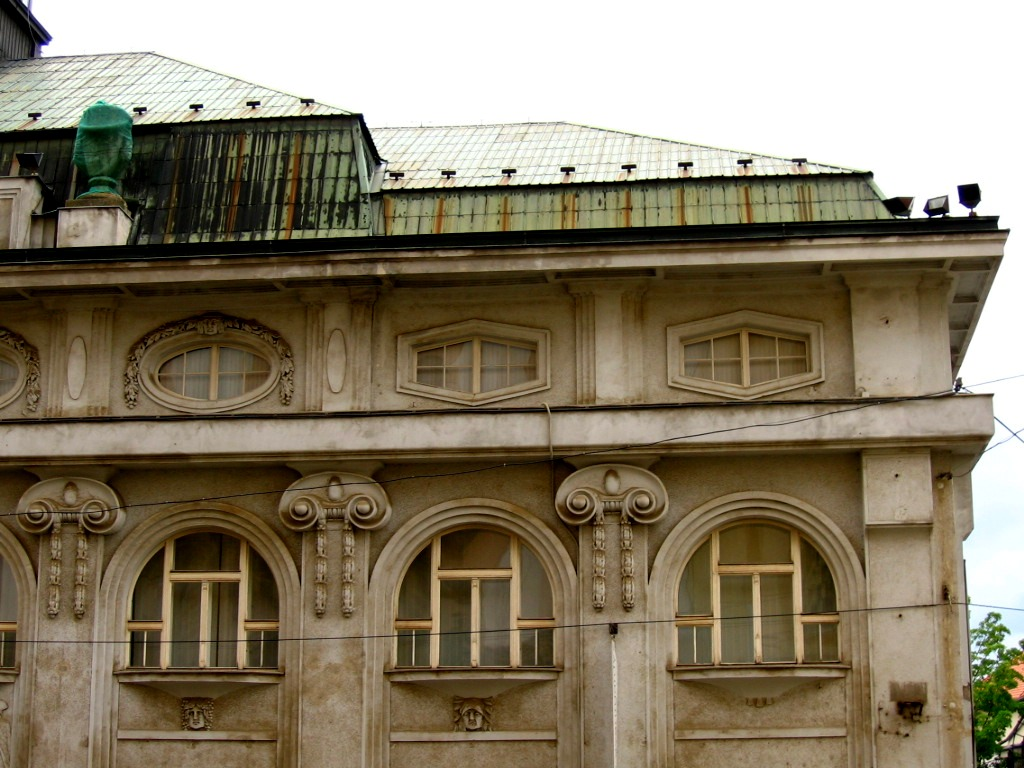
Detail fasády Muzea moderního umění v Olomouci

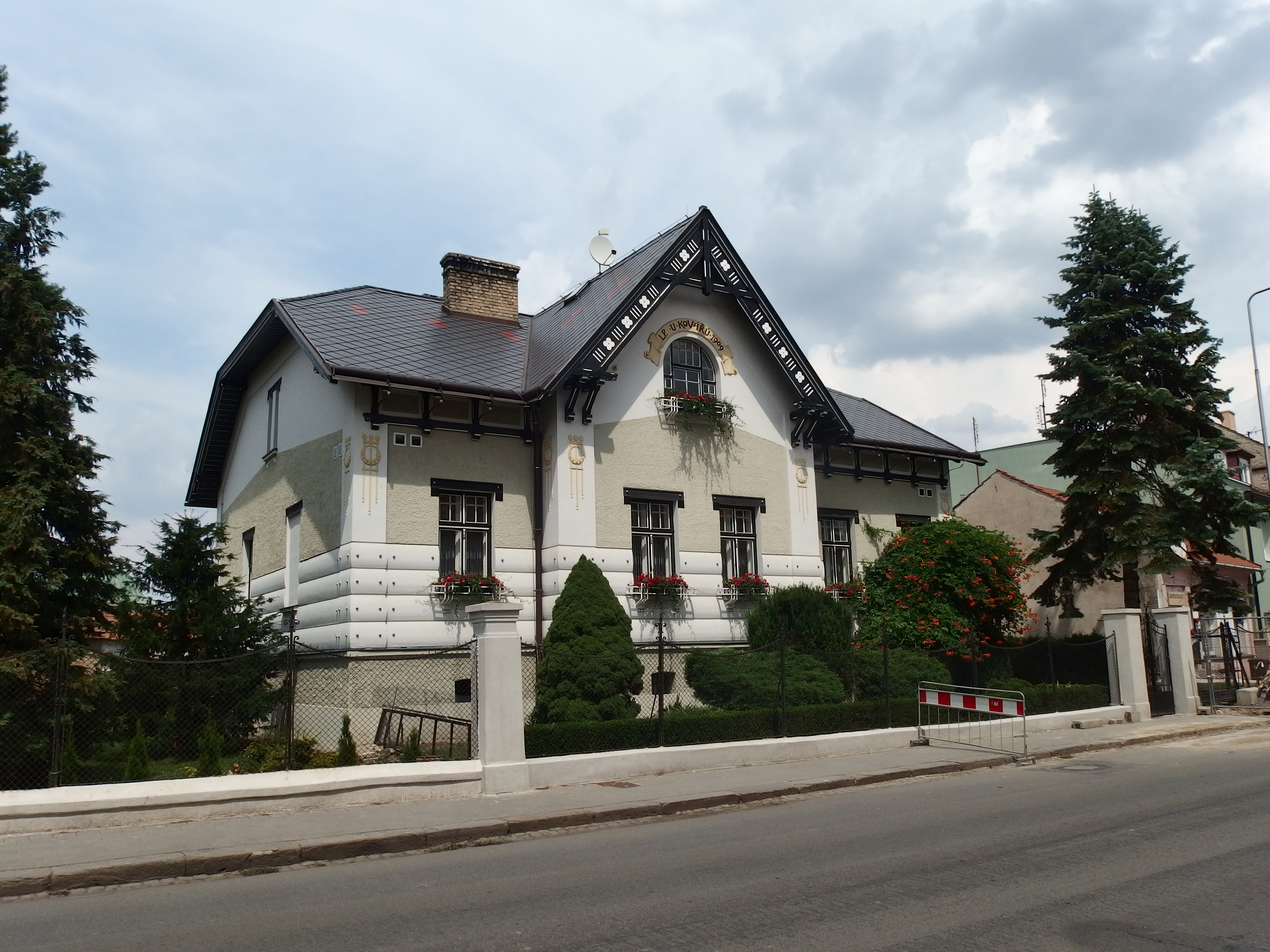
Vila U Kovářů v Kroměříži

Jaroslav Kovář studoval v Praze u profesora Aloise Čenského a podle některých zdrojů měl studovat i v Brně u profesora Jaroslava Syřiště. Mezi lety 1905 a 1908 se vzdělával a pracoval v různých studiích v USA (New York, Chicago) a v roce 1909 se trvale usadil v Olomouci, žil zde s manželkou a synem (budoucím architektem Jaroslavem Kovářem). Začal pracovat ve společnosti Jana Hublíka a v roce 1915 zahájil činnost jako samostatný architekt. Po smrti své první manželky v roce 1937 se oženil ještě dvakrát, naposledy v roce 1951. Pochován je na Ústředním hřbitově v Olomouci.

## Dílo

### Neobarokní stavby
- 1908–1909: účast na projektu přestavby Arcibiskupské konzistoře, Biskupské náměstí, Olomouc
- 1909–1911: účast na projektu Salesiana, Žerotínovo náměstí 2, Olomouc[5]

### Secese
- Pozdně secesní návrhy fasád navazují na vídeňské projekty Otty Wagnera a chicagskou tvorbu Louise Sullivana.
- 1908: projekt průčelí Domu L. a J. Beerových, Ostružnická 9, Olomouc
- 1908: projekt vily U Kovářů, Havlíčkova 42 (nyní 44), Kroměříž
- 1909–1911: projekt průčelí Nájemního domu E. a F. Smékalových, Riegrova 10, Olomouc
- 1910–1911: projekt průčelí Hotelu Přerov, Pekařská 7, Olomouc – zbořeno v 80. letech 20. století. Na místě hotelu dnes stojí obchodní dům Koruna.[5]

### Neoklasicismus a kubismus
- 1915–1918: přestavba Domu manželů M. a A. Donathových (dnes Muzeum moderního umění), Denisova 47, Olomouc – neoklasický styl s kubistickými prvky, autorem rozsáhlé reliéfní sochařské výzdoby fasády je mnichovský sochař Moritz Lau.[5][6]
- Kubistický altán v obci Příkazy – autor návrhu altánu není znám, ale někteří památkáři se domnívají, že jím mohl být Jaroslav Kovář starší.[7]

### Rondokubismus a regionalismus
- 1922–1923: Návrh budovy bývalé Moravskoslezské banky, Denisova 10, Olomouc – kombinace pražského rondokubismu s moravskými folklórními motivy na freskách a sgrafitech od Jano Köhlera.[5]